# Westfalenpokal 2011/12
Der Westfalenpokal 2011/12 war die 31. Austragung des Fußballpokalwettbewerbs der Herren für den Bereich des Fußball- und Leichtathletikverband Westfalen. Am Wettbewerb nahmen insgesamt 64 Vereine teil. Das Finale wurde vor der Rekordkulisse von 11.178 Zuschauern in der Bielefelder Schüco-Arena ausgetragen. Sieger des Endspiels wurde Arminia Bielefeld durch einen 2:0-Erfolg über Preußen Münster.

## Achtelfinale
| Datum      |                          | Ergebnis              |                    |
| ---------- | ------------------------ | --------------------- | ------------------ |
| 08.10.2011 | SpVgg Erkenschwick       | 1:3                   | SC Verl            |
| 19.10.2011 | SV Zweckel               | 1:2 n. V.             | SC Wiedenbrück     |
| 16.11.2011 | FC Lennestadt            | 1:4 n. V.             | Preußen Münster    |
| 19.11.2011 | SG Wattenscheid 09       | 1:1 n. V. (6:5 i. E.) | TSV Weißtal        |
| 19.11.2011 | FC Eintracht Rheine      | 3:0                   | Mengede 08/20      |
| 19.11.2011 | SuS Langscheid/Enkhausen | 0:2                   | SV Lippstadt 08    |
| 19.11.2011 | FC Bad Oeynhausen        | 3:1                   | TuS Hiltrup        |
| 30.11.2011 | Arminia Bielefeld        | 0:0 n. V. (8:7 i. E.) | Sportfreunde Lotte |

## Viertelfinale
| Datum      |                   | Ergebnis  |                     |
| ---------- | ----------------- | --------- | ------------------- |
| 28.02.2012 | SC Wiedenbrück    | 0:3       | Arminia Bielefeld   |
| 07.03.2012 | FC Bad Oeynhausen | 2:1       | FC Eintracht Rheine |
| 18.03.2012 | SC Verl           | 4:0       | SG Wattenscheid 09  |
| 18.04:2012 | SV Lippstadt 08   | 0:2 n. V. | Preußen Münster     |

## Halbfinale
| Datum      |                   | Ergebnis |                   |
| ---------- | ----------------- | -------- | ----------------- |
| 01.05.2012 | Arminia Bielefeld | 6:0      | FC Bad Oeynhausen |
| 02.05.2012 | Preußen Münster   | 3:0      | SC Verl           |

## Finale
| Arminia Bielefeld                                    | Arminia Bielefeld | Preußen Münster | Preußen Münster |
| ---------------------------------------------------- | --- | --- | --------------- |
| Arminia Bielefeld                                    | \| 8. Juli 2012 um 16:00 Uhr in Bielefeld (SchücoArena) \| \| Ergebnis: 2:0 (2:0) \| \| Zuschauer: 11.799 \| | \| 8. Juli 2012 um 16:00 Uhr in Bielefeld (SchücoArena) \| \| Ergebnis: 2:0 (2:0) \| \| Zuschauer: 11.799 \| | Preußen Münster |
| Arminia Bielefeld                                    | Patrick Platins – Marcel Appiah, Thomas Hübener, Felix Burmeister, Philipp Riese – Sebastian Hille (68. Marc Lorenz), Tim Jerat (72. Philipp Heithölter), Tom Schütz, Johannes Rahn – Patrick Schönfeld, Fabian Klos (80. Eric Agyemang) Cheftrainer: Stefan Krämer | Daniel Masuch – Kevin Schöneberg, Stefan Kühne, Tommy Grupe, Fabian Hergesell (75. Philip Heise) – Benjamin Siegert (46. Pascal Koopmann), Jens Truckenbrod, Amaury Bischoff (78. Rico Schmider), Dennis Grote (46. Dennis Dowidat) – Dimitrij Nazarov (75. Julian Büscher), Matthew Taylor Cheftrainer: Pawel Dotschew | Preußen Münster |
| Arminia Bielefeld                                    | 1:0 Schönfeld (3.) 2:0 Appiah (36.) | | Preußen Münster |
| Arminia Bielefeld                                    | Agyemang | Nazarov | Preußen Münster |
| 8. Juli 2012 um 16:00 Uhr in Bielefeld (SchücoArena) | | |                 |
| Ergebnis: 2:0 (2:0)                                  | | |                 |
| Zuschauer: 11.799                                    | | |                 |